# Canal de protons
Un canal o bomba de protons és un canal iònic a través del que es produïx el flux de protons entre els dos costats d'una membrana cel·lular. Conformen una família de proteïnes que engloba un ampli ventall de canals i transportadors d'entre els quals els més coneguts són els canals de protons dependents de voltatge, l'obertura dels quals depèn del voltatge i del pH. També ho són la subunitat F0 de l'ATP sintasa o ATPasa, la proteïna termogènica UCP1, membre de les proteïnes desacobladores mitocondrials o UCPs i moltíssims transportadors de soluts i ions.